# Ḩoseynābād-e Do Dāngeh
Ḩoseynābād-e Do Dāngeh (persiska: حُسِينابادِ جَرَندَق, حُسِين آباد, حُسِين آباد جَرَندَق, حسين آباد دو دانگه, Ḩoseynābād-e Jarandaq) är en ort i Iran.   Den ligger i provinsen Qazvin, i den nordvästra delen av landet, 180 km väster om huvudstaden Teheran. Ḩoseynābād-e Do Dāngeh ligger 1 451 meter över havet och antalet invånare är 181.
Terrängen runt Ḩoseynābād-e Do Dāngeh är platt åt sydväst, men åt nordost är den kuperad. Terrängen runt Ḩoseynābād-e Do Dāngeh sluttar söderut.Runt Ḩoseynābād-e Do Dāngeh är det ganska glesbefolkat, med 29 invånare per kvadratkilometer. Närmaste större samhälle är Tākestān, 19,5 km öster om Ḩoseynābād-e Do Dāngeh. Trakten runt Ḩoseynābād-e Do Dāngeh består i huvudsak av gräsmarker.